# ヘルムート・グレトルップ
ヘルムート・グレトルップ（Helmut Gröttrup、1916年2月12日 - 1981年7月5日)はドイツ人の宇宙工学者。

## 概要
第二次世界大戦中はV2ロケットの誘導制御関係の開発に従事した。ドイツの敗戦時に彼は一度はアメリカ軍に投降したものの、他の複数の科学者達と共にソビエトの開発に参加することを望んだ。
グレトルップはフォン･ブラウンの下で働く事を望まなかったとされる。グレトルップはソビエトに接近してロシアのロケット開発で上級の地位を得ることを希望した。1945年9月9日から1946年10月22日にかけてグレトルップのチームはドイツ国内のソビエトの占領地域(後の東ドイツ)で勤務した。彼の上司だったセルゲイ・コロリョフはソビエトのロケット開発を主導する宇宙工学者だった。1946年の秋にチームはソビエト国内で20機のV2ロケットを新しく設立されたカプースチン・ヤールの研究施設で打ち上げるためにソビエトのグロドミリャ島へ移動させられた。島内は鉄条網で囲まれ、24時間監視下での生活を強いられた。(但し、待遇は同じ職位のソビエト人よりも高額だったとされる。)かつて閉鎖都市ズナメンスク(Znamensk)として知られた基地は1946年5月13日にドイツ人の専門家達のために専用に設立された。ヴァシーリー・ヴォズニュク(Vasily Voznyuk)少将(1946年から1973年まで試験場の長も務めた)の指揮下で建設され、1947年10月18日にドイツから接収した最初のV2ロケットが打ち上げられた。
グレトルップは1946年から1953年にかけてNII-88の支所のあるグロドミリャ島でG-1、G-2、G-4、G-5の開発を主導したが、これらは全て実用化されず、机上の段階に留まった。隔絶された島内では理論面での研究に留まり、ロケット開発に不可欠な実機を使用した大規模な実験は不可能だった。
1950年代後半に入るとソビエトの技術が向上してドイツ人技術者達は徐々に帰国した。その頃にはヴァレンティン・グルシュコやアレクセイ・イサーエフのチームが開発したロケットエンジンがドイツ人技術者達のエンジンを凌駕していた。
ドイツに帰国後はソビエトの要請によりロケット技術に関する業務には就かず、ICカードシステムの開発に関与した。